# Entrata di Pio VII a Cesena
L'entrata di Pio VII a Cesena è un dipinto a olio su tela di Enea Peroni realizzato nel 1839 e conservato nella Pinacoteca Comunale di Cesena

## Descrizione
Il quadro rappresenta l'entrata di Pio VII a Cesena, che si trova nella carrozza (nella quale è rappresentato lo stemma di Famiglia); a destra appaiono dei nobili inginocchiati mentre a sinistra le autorità civili. Nello sfondo si può notare l'Abbazia di Santa Maria del Monte.(nella quale è rappresentato lo stemma di Famiglia); a destra appaiono dei nobili inginocchiati mentre a sinistra le autorità civili. Nello sfondo si può notare l'Abbazia di Santa Maria del Monte. ( L'opera è datata 1839 e non 1810, poiché l'ingresso a Cesena del papa cesenate Pio VII è legato al suo viaggio di ritorno da Savona, dove fu tenuto prigioniero da Napoleone e liberato. Prima di lasciare Savona, Pio VII volle incoronare l'immagine della Madonna della Misericordia, a cui il papa si affidò, e la cerimonia avvenne il 10 maggio 1815. E l'entrata a Cesena (avvenuta nel 1815) non può essere riferita al suo viaggio di andata in esilio, poiché la strada, che lo avrebbe portato in Francia, vide l'attraversamento della Toscana per raggiungere Sarzana dove, in barca, arrivò  in Liguria, a Genova. Da Genova un nuovo viaggio che si concluse il 28 luglio 1809. a Grenoble.( da: "Pio VII un uomo libero" Graphic Novel edita da Editoriale Darsena nell'anno 2000, per conto della Diocesi di Savona. Antonio Dal Muto).